# Espace urbain de Mende
Cet article court présente un sujet plus développé dans : Espace urbain.
L’espace urbain de Mende était un espace urbain français centré sur la ville de Mende, en Lozère. C'était en 1999 le 83e des 96 espaces urbains français par la population. Il comportait alors 14 communes.
L'INSEE a remplacé ce zonage en 2010 par l'aire urbaine de Mende comprenant 15 communes puis en 2020 par l'aire d'attraction de Mende comprenant 31 communes.